# Joaquín Beltrán Castañares
General Joaquín Beltrán Castañares fue un militar mexicano que participó en la Revolución mexicana.

## Carrera militar
Nació en la Ciudad de Zacatecas en 1858. siendo hijo de don Mauricio Beltrán y de doña Refugio Castañares. Ingresó al Colegio Militar de Chapultepec el 10 de febrero de 1873, obteniendo los siguientes grados:
- Subteniente alumno (diciembre de 1875)
- Teniente de Caballería, (20 de noviembre de 1877)
- Teniente de Estado Mayor Especial (1877)
- Ayudante de Estado Mayor (26 de septiembre de 1878)
- Capitán primero (25 de enero de 1879)
- Mayor (28 de diciembre de 1880)
- Teniente coronel (1 de septiembre de 1884)
- Coronel de EME (2 de agosto de 1890)
- General brigadier (15 de septiembre de 1904)
- General de Brigada (septiembre de 1911)
- General de División (8 de enero de 1914), ratificado por la H. Cámara de Senadores el 18 de abril del mismo año.

### Cuerpos del Ejército
Joaquín Beltrán perteneció a los siguientes cuerpos del ejército:
- Estado Mayor de la 2a. División del Ejército (26 de septiembre de 1878 al 24 de enero de 1879).
- Cuerpo especial de Estado Mayor (25 de enero de 1879 al 14 de septiembre de 1904).
- Plana Mayor del Ejército (15 de septiembre de 1904 al 7 de enero de 1914).

### Comisiones y cargos
- Departamento de Estado Mayor en el Observatorio Nacional (25 de enero al 16 de septiembre de 1879).
- Comisión Geográfica Exploradora (17 de septiembre al 14 de diciembre de 1879).
- Estado Mayor del Ejército de Occidente, a las órdenes del general Manuel González Flores (15 de diciembre de 1879 al 5 de diciembre de 1880).
- Comisión exploradora del Istmo de Tehuantepec, para realizar obras de la vía férrea (13 de diciembre de 1880 al 21 de marzo de 1881)
- Comisión geográfica en los estados de Tamaulipas y Nuevo León (22 de marzo de 1881 al 12 de junio de 1886).
- Comisión geográfica en los estados de Durango y Chihuahua (13 de junio de 1886 al 20 de febrero de 1889), y fue miembro de las juntas para la Exposición de París. Estuvo comisionado el 21 de febrero de 1889 al grupo IV de la misma exposición, por la Secretaría de Fomento.
- Fungió como inspector de la Secretaría de Fomento en exploraciones carboníferas (14 de junio de 1890 al 31 de enero de 1892).
- Fue designado para recoger contingentes de objetos, destinados a la Exposición a celebrarse en Chicago en 1893, adjunto al delegado del Departamento de Manufacturas y adjunto a honorario a la sección de maquinaria, respectivamente (1 de febrero, 2 de marzo y 20 de septiembre de 1892).
- Designado para integrar los objetos de la mencionada exposición (14 de febrero al 13 de septiembre de 1893).
- Fue comisionado para levantar el plano de Putla, Oaxaca (14 de septiembre de 1893 al 4 de noviembre de 1894).
- Fue jefe de Estado Mayor de la 2.ª Zona Militar (5 de noviembre de 1894 al 1 de septiembre de 1895).
- Estuvo comisionado para levantar el plano de las excavaciones de Santiago Tlatelolco (2 de septiembre de 1895 al 12 de abril de 1896).
- Director de la Escuela de Cabos y Sargentos (13 de abril al 28 de septiembre de 1896).
- Subjefe del Departamento de Estado Mayor (29 de septiembre de 1896 al 10 de septiembre de 1900).
- Comisionado en 1897 para determinar los límites entre los estados de Oaxaca y Veracruz.
- Fungió como miembro de la comisión para reformar el Reglamento del Cuerpo Especial de Estado Mayor (15 de septiembre de 1897).
- Estuvo en comisión con el grupo IV de la Exposición de París de 1900 (20 de septiembre de 1898).
- Fue vocal de la comisión revisora de la Ley de Reclutamiento (21 de enero de 1899).
- Director Interino del Heroico Colegio Militar, donde impartió clases de estrategia, táctica y transportes militares.
- Vocal de la comisión para revisar la Ley y el Reglamento que creó las reservas del ejército (4 al 24 de marzo de 1903).
- Jefe interino del Departamento de Estado Mayor; primer vocal de la comisión que estudió la Reforma al reglamento de la Secretaría de Guerra y vocal de la junta dictaminadora del proyecto de la Escuela de Aspirantes a Oficiales (25 de marzo de 1903 al 9 de noviembre de 1904).
- Estuvo al mando del 2o. regimiento de caballería (10 de noviembre de 1904 al 27 de mayo de 1906).
- Director del Colegio Militar, causando alta en la plana mayor del ejército, comisionado como vocal de la Junta Superior de Guerra (28 de mayo de 1906 al 2 de enero de 1912).

## Gobierno de Francisco I. Madero
Ocupó la dirección del Colegio Militar en dos ocasiones, una como interino; reprimió al movimiento revolucionario zapatista del Estado de México; siendo comandante militar de Veracruz, dirigió  la columna que derrotó y capturó a Félix Díaz en el puerto de Veracruz en octubre de 1912.

## Gobierno de Huerta
También fue, durante la gestión Huertista, Jefe de las armas en Guanajuato y Gobernador del Estado de México en tres ocasiones consecutivas a raíz de la licencia y prórrogas al General José Refugio Velasco por Decretos del 11 de octubre de 1913, del 13 de enero de 1914 y del 12 de julio de 1914, así pues tuvo que luchar contra la inestabilidad política a causa de los fuertes movimientos revolucionarios de la época, pues él se había unido al movimiento huertista. Mantuvo el orden en toda la entidad, ante el constante acoso de las fuerzas zapatistas y de los grupos adictos al movimiento constituciolnalista. El 7 de agosto de 1914, el General Beltrán tuvo que evacuar la plaza de Toluca. Autor de la Obra La toma de la Plaza de Veracruz el 23 de octubre de 1912 y la intromisión yanqui. Murió en la Ciudad de México el 18 de noviembre de 1946. Fue sepultado en el Panteón Francés La Piedad.